# Langer Abschied (1971)
Langer Abschied (Долгие проводы, Dolgije prowody) ist ein sowjetischer Spielfilm unter der Regie von Kira Muratowa aus dem Jahr 1971, der erst 1987 in der Sowjetunion Premiere hatte.

## Handlung
Der etwa 18-jährige Schüler Sascha Ustinow geht mit seiner geschiedenen, alleinerziehenden Mutter, die seit 15 Jahren in einem Büro als Übersetzerin arbeitet, durch ein Gewächshaus, um Blumen zu kaufen. Dabei fragt sie ihn über seinen, erst kürzlich stattgefundenen, ersten Besuch bei seinem Vater in Nowosibirsk aus, worauf er aber nur knappe Antworten gibt. Während sie auf dem Friedhof das Grab ihrer Eltern suchen, erzählt Jewgenija Ustinowa ununterbrochen Geschichten aus dem Leben ihres Vaters. Nachdem sie die Blumen eingepflanzt hatten, äußert sie noch die Bitte, ebenfalls dort begraben zu werden. Anschließend fahren sie mit der Eisenbahn zu Nina Iwanowna ans Meer, wo deren Familie eine Datsche besitzt. Während der gesamten Fahrt muss sich Sascha irgendwelche Belehrungen und Ermahnungen seiner Mutter anhören, bis er sich auf einen anderen Platz setzt. Am Ziel angekommen, lässt Sascha erst einmal seine Mutter allein die Gastgeber begrüßen, wobei ihr mit Nikolai Sergejewitsch ein weiterer Gast vorgestellt wird, verbunden mit der Bitte, ihn etwas zu beschäftigen. Diese Aufgabe übernimmt sie gern und beide gehen, sich angeregt unterhaltend, durch den weitläufigen Garten, wobei es sogar zu leichten zärtlichen Berührungen kommt.
Dann kommt Mascha, die Tochter der Gastgeber, die eben noch von Sascha beim Kämmen ihrer Haare beobachtet wurde, aus dem Haus und er sagt ihr, dass sie sich sehr verändert hat. An seinen eingeblendeten Erinnerungen kann man erkennen, dass er vor einiger Zeit einmal etwas mehr für das Mädchen empfand, weshalb er sich bisher immer weigerte, seine Mutter bei diesem Besuch zu begleiten. Auch an diesem Tag ist eindeutig zu erkennen, dass Sascha immer noch von Mascha eingenommen ist, sie jedoch sein Interesse nicht erwidert, was er auch merkt. Ihr Angebot, sie in der Stadt anzurufen, lehnt er mit der Begründung ab, nicht mehr lange in der Stadt zu sein. Während alle gemeinsam am Mittagstisch sitzen, nutzt Jewgenija Ustinowa zum wiederholten Mal die Gelegenheit, ihren Sohn wegen Kleinigkeiten vor allen Leuten zurechtzuweisen. 
Wieder in der Stadt triff Sascha Tatjana Karzewa, von der er erfährt, dass sie zum wiederholten Mal eine neue Arbeitsstelle sucht. Plötzlich versteckt sie sich, denn es nähert sich ein Mann von der Kommission, die für Tatjana zuständig ist. Sascha versucht ihn zurechtzuweisen, jedoch liest der Mann in Ruhe in dessen Handfläche, und erkennt darin, dass Tatjana dort nicht vorkommt, sie ihm also völlig egal ist. Das sagt er ihm auch, aber erwähnt zugleich, sich weiter um Tatjana zu kümmern, denn sie ist ihm nicht schnuppe. Dann geht Tatjana zu Saschas Mutter, die sich um eine neue Arbeitsstelle für sie kümmern will. Obwohl Jewgenija Ustinowa gerade von einer enttäuschenden und erniedrigenden Unterredung mit ihrem Chef kommt, kümmert sie sich um diese Angelegenheit. Dabei erfährt sie von Tatjana zum ersten Mal, dass ihr Sohn sie verlassen will, um zu seinem Vater nach Sibirien zu ziehen.
Da Sascha ihr noch nichts über seine Pläne erzählt hat, geht Jewgenija Ustinowa zum Postamt und bittet ihre zuständige Zustellerin Tonetschka, die Post an Sascha Ustinow nicht mehr zuzustellen, denn sie wird sie in Zukunft selbst abholen. Dann bittet sie noch um eine Benachrichtigung, falls ein Brief postlagernd aus Nowosibirsk für Sascha eingetroffen sein sollte. Das lehnt Tonetschka aber ab, denn das würde den Vorschriften widersprechen. Wieder zu Hause angekommen, sieht Jewgenija Ustinowa ihren Sohn, wie er etwas sucht. Wie es sich herausstellt, handelt es sich um sein gespartes Geld, was nicht mehr an seinem Ort liegt. Während seine Mutter versucht ihn auszufragen, wofür er das Geld benötigt, zieht sie sich um, denn sie hat die Absicht in ein Theater zu gehen und Sascha fragt sie, ob der Mann unten in der Taxe auf sie wartet, worauf er aber keine Antwort erhält. Von der Haustür aus gibt Jewgenija Ustinowa dem Mann im Auto, es ist Nikolai Sergejewitsch, ein Zeichen, dass er ein Stück weiterfahren soll, damit Sascha vom Fenster aus nicht einsehen kann, dass sie dort einsteigt. Obwohl sie über die ganze Fahrt nur Komplimente hört, kommt es zum Streit, Jewgenija Ustinowa verlässt wütend das Taxi und geht wieder nach Hause.
Obwohl es nicht gestattet ist, übergibt Tonetschka ein Päckchen aus Nowosibirsk an Saschas Mutter. Noch am Ort der Übergabe öffnet sie dieses und kontrolliert den Inhalt. Es handelt sich um mehrere Dia-Positive und einen Brief ihres Ex-Mannes, in dem er Saschas Vermutung, sie könnte seine Post abfangen, keinen Glauben schenkt. Zur gleichen Zeit und an der gleichen Stelle führt Sascha von einer Telefonzelle ein Ferngespräch mit seinem Vater, das seine Mutter vor der Tür mithören kann. In dem Gespräch bestätigt er seinem Vater, dass er sich entschieden hat, zu ihm zu ziehen. Auf jeden Fall will er weg von seiner Mutter, mit der er nicht mehr auskommt. Wieder zu Hause, baut sie den Diaprojektor auf und betrachtet die Bilder aus dem Päckchen. In dieser Situation kommt Sascha nach Hause und entdeckt die Bilder sowie den dazugehörigen Brief an ihn. Nun lässt sie ihre ganze Wut an ihm aus, da er sie verlassen will, was sie nicht versteht. Auf jeden Fall liegen jetzt die Fakten auf dem Tisch, aber Sascha verspricht, ihr zu schreiben.
Auf einer Veranstaltung ihres Betriebes, auf der Jewgenija Ustinowa verschiedene Auszeichnungen vornimmt, ist auch ihr Sohn dabei, der beim anschließenden Tanzvergnügen auch mit Tatjana Karzewa tanzt, während seine Mutter ihn überall sucht. Als sie ihn endlich gefunden hat, erzählt sie jedem, was für einen lieben Sohn sie hat und es völlig richtig ist, wenn ein Sohn zu seinem Vater will. Dann wollen beide noch das anschließend stattfindende Konzert besuchen, jedoch sind ihre reservierten Plätze bereits besetzt und diese Personen machen keine Anstalten, diese wieder zu räumen. Während auf der Bühne bereits eine Pantomimen-Vorführung läuft, besteht Saschas Mutter lautstark auf ihre Plätze. Sascha versucht sie immer wieder zu beruhigen und sie aus dem Saal bringen. Beim folgenden Gesangstitel gelingt es ihm endlich und sie verlassen gemeinsam den Saal. Als Sascha sieht, dass seine Mutter mit den Nerven völlig am Ende ist, bekommt er Mitleid mit ihr und verspricht, doch bei ihr zu bleiben.

## Produktion und Veröffentlichung
Der als Schwarzweißfilm gedrehte Streifen wurde 1971 fertiggestellt, hatte aber erst im Juni 1987 unter dem Titel Долгие проводы in der Sowjetunion seine Premiere. Obwohl der Film in den vielen Jahren nicht öffentlich aufgeführt wurde, bekamen ihn die Studenten der Moskauer Filmhochschule (WGIK) regelmäßig als Muster eines Film-Meisterwerks zu sehen.
Die erste nachweisbare Aufführung in Deutschland erfolgte am 23. April 1993 mit englischen Untertiteln im Berliner F. S. K.- Kino. Spätere Aufführungen mit deutschen Untertiteln sind aus dem Revolverkino im Martin-Gropius-Bau im Rahmen der Berliner Festspiele des Jahres 2019 bekannt.

## Rezeption
Das Filmpodium Zürich schrieb anlässlich mehrerer Aufführungen dieses Films in russischer Sprache im Jahr 2020: 

„Der präzise Realismus der Figuren wird sowohl auf der Bildebene durch die Cadrage als auch mit einer collagenhaften Montage gebrochen. Kurze Einstellungen werden mehrmals repepitiv aneinandermontiert; Ton und Bild scheren immer wieder auseinander. Auch der Verzicht auf atmosphärische Geräusche bricht den Realismus der Bilder und schafft Atmosphären und Stimmungen, die an italienischen Neorealismus und französische Nouvelle Vague erinnern.“

  

Im Programmheft des Kinos Arsenal für den Monat  April 2023 steht zu lesen:

„In alltäglichen Szenen evoziert Muratowa den ganzen Gefühlskosmos einer Frau, ihre Sehnsüchte, Verletzlichkeit und Widersprüche. Fragmentarisch erzählt, mit einer collageartigen Montage und mit Bild-Ton-Scheren entwickelt sich das berührende und facettenreiche Psychogramm einer Mutter-Sohn-Beziehung und der bevorstehenden Ablösung voneinander.“